# Karma Clown
Karma Clown er en film instrueret af Ulrika Ekberg.

## Handling
Roosa er en ung, idealistisk kvinde, som prøver at blive professionel klovn. Men hun har svært ved at hengive sig, fordi hun kæmper med den uforløste smerte efter sin første store kærlighed